# Dobsonia peronii
Dobsonia peronii és una espècie de ratpenat de la família dels pteropòdids. És endèmic de les Illes Petites de la Sonda (Indonèsia i Timor Oriental), on nia en coves, escletxes a les roques i forats als troncs. Es creu que no hi ha cap amenaça significativa per a la supervivència d'aquesta espècie, tot i que algunes poblacions estan en perill per la caça i la destrucció del seu hàbitat.
El seu nom específic, peronii, és en honor del naturalista i explorador francès François Péron.